# Parti de l'union socialiste
 (mars 2025).
Le Parti de l'union socialiste (en turc : Sosyalist Birlik Partisi, abrégé SBP) est un parti politique communiste de Turquie fondé en 1991 et dissous en 1995.